# یوزف اسکشک
یوزف اِسکِـشِک (لهستانی: Józef Skrzek؛ ‏ [ˈskʂɛk]؛ ‏ زادهٔ ۲ ژوئیهٔ ۱۹۴۸) موسیقی‌دان، خواننده و آهنگساز اهل لهستان و یکی از چهره‌های سرشناس موسیقی راک این کشور است. وی از سال ۱۹۷۱ میلادی تاکنون مشغول فعالیت بوده‌است.
از فیلم‌هایی که وی در آن‌ها نقش داشته‌است، می‌توان به دست‌ها بالا! اشاره نمود.